# موج گرما (آلبوم مارتا و واندلاس)
موج گرما (انگلیسی: Heat Wave) دومین آلبوم استودیویی است که توسط گروه دخترانۀ آمریکایی موتاون مارتا و واندلاس منتشر شد.این آلبوم در سال ۱۹۶۳ در گوردی موتاون منتشر شد و با هدف سرمایه‌گذاری از موفقیت آهنگی به همین نام، که به رتبه چهارم در جدول تک‌آهنگ‌های پاپ و شماره یک در نمودار تک‌آهنگ‌های آر اند بی رسید.

## منبع
- مشارکت‌کنندگان ویکی‌پدیا. «Heat Wave (Martha and the Vandellas album)». در دانشنامهٔ ویکی‌پدیای انگلیسی، بازبینی‌شده در ۱۱ مهٔ ۲۰۲۳.